# Taygetis magna
Taygetis magna är en fjärilsart som beskrevs av D'almeida 1922. Taygetis magna ingår i släktet Taygetis och familjen praktfjärilar. Inga underarter finns listade i Catalogue of Life.